# Battaglia di Corpus Christi
La battaglia di Corpus Christi dell'agosto 1862 è stata un episodio della guerra di secessione americana durante la quale la marina unionista che bloccava i porti del Texas si scontrarono con le forze confederate nei pressi della baia di Corpus Christi.
Ne seguì un bombardamento della città texana a seguito della quale i nordisti sconfissero le navi della marina sudista presenti nella baia ma vennero poi respinti quando cercarono di sbarcare sulla costa.